# Kurt Ard
Kurt Ard, född 1925 i Köpenhamn, är en dansk illustratör, målare och grafiker. Ard blev internationellt känd för sina talrika omslagsillustrationer på tidskrifter från 1950-, 1960- och 1970-talen för bland annat danska Familie Journalen, svenska  Allers, amerikanska Reader's Digest och tyska Hörzu. Han anlitades även som tecknare och målare i reklamsammanhang för bland annat svenska ICA.
Efter 1950 flyttade han till Kalifornien, därefter började han en karriär i New York vid olika mindre tidskrifter och magasin. Ard är autodidakt, men han fick snabbt stort erkännande genom sina skickligt utförda fotorealistiska och humoristiska illustrationer. År 1953 återvände han till Danmark och 1957 fick han sitt genombrott med illustrationer för den tyska programtidningen Hörzu. Till hans förebilder hörde amerikanen Norman Rockwell. Liksom Rockwell utförde Ard ett stort antal omslagsbilder till Saturday Evening Post och liksom Rockwells anklagades även Ards verk för att vara kitsch och sentimental idyll. Hans arbeten är dock bland det bästa inom populärkonsten som har producerats under 1900-talet. Kurt Ard är sedan 1972 bosatt i Spanien.